# Complexe granulome éosinophilique félin
 (mars 2017).
Si vous disposez d'ouvrages ou d'articles de référence ou si vous connaissez des sites web de qualité traitant du thème abordé ici, merci de compléter l'article en donnant les références utiles à sa vérifiabilité et en les liant à la section « Notes et références ».

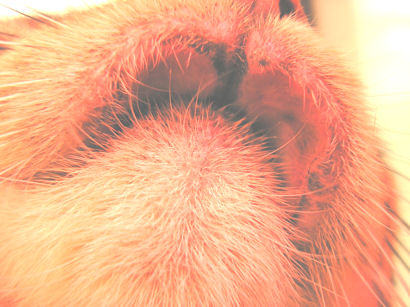
Chat atteint de granulome éosinophilique.

Le complexe granulome éosinophilique félin (souvent abrégé en CGEF) est un ensemble d'affections cutanées des félins, et notamment du chat, qui ont comme point commun le développement de lésions d'installation progressive, qui, à l'examen histologique, se révèlent riches en cellules dites "éosinophiles". Cet ensemble regroupe des syndromes qui résultent d’une accumulation d'un type de leucocytes, les granulocytes éosinophiles, dans la peau, ce qui peut induire des ulcères ou d'autres lésions cutanées.
Le CGEF regroupe trois syndromes :

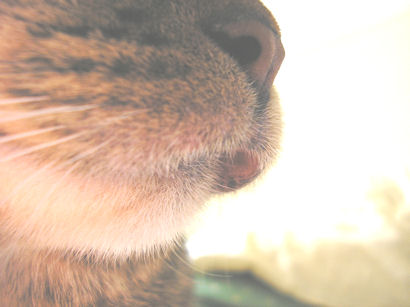
Chat atteint de granulome éosinophilique.

- L'ulcère éosinophilique, ou ulcère labial atone, qui est presque toujours situé à la lèvre supérieure.
- La plaque éosinophilique, qui est une lésion suintante, souvent ulcérée, provoquant de très fortes démangeaisons, située généralement sur l'abdomen ou sur la face interne des cuisses.
- Le granulome éosinophilique, ou granulome linéaire, qui est un bourrelet induré linéaire dépourvu de poils, situé le plus souvent sur la face postérieure des cuisses.

Comme on le constate, ces trois désignations stigmatisent, pour chacune d'entre elles, des lésions, des localisations et une symptomatologie assez différentes. Chaque type de lésions est susceptible d'apparaître de manière isolée ou simultanément avec un autre type. Les plaques, ulcères et bourrelets peuvent survenir une seule fois dans la vie du chat, mais le plus souvent ils se développent de manière chronique et récidivante. 
Le CGEF est une dermatose par auto-immunisation, elle est ainsi due à une allergie de l'organisme contre ses propres constituants, comme toute maladie auto-immune. C’est la cause la plus fréquente de l’œdème du menton asymptomatique chez le chat, gênant considérablement la mastication et la déglutition. Son étiologie est mal connue. 
Excepté chez le jeune animal, où on peut espérer une régression spontanée, le tableau clinique s'oriente plutôt vers les rechutes, la récidive avec chronicité et l'aggravation. 

## Syndromes, clinique et histologie

### Ulcère éosinophilique
Cliniquement, le syndrome ulcère éosinophilique, aussi appelé ulcère labial atone, consiste en des lésions prolifératives et ulcérées, de couleur rouge vif, bien délimitées, aux bords surélevés et très fermes, mesurant de 2 mm à 5 cm. Elles sont non douloureuse et peu ou pas prurigineuses. Elles se localisent le plus souvent à la jonction cutanéo-muqueuse de la lèvre supérieure, en regard des canines. Elles peuvent parfois se situer dans la cavité buccale, voire plus rarement à n'importe quel endroit du corps.
A l'histologie, on observe une ulcération de l'épiderme associée à une acanthose, une ulcération et une nécrose du derme, une infiltration riche en granulocytes neutrophiles, en plasmocytes et en histiocytes, ainsi que parfois, des foyers de collagénolyse ou des infiltrations riches en granulocytes éosinophiles.

### Plaque éosinophilique
Cliniquement, le syndrome plaque éosinophilique consiste en des lésions en plaques fermes, circonscrites et surélevées, érythémateuses, inflammatoires, dépilées, une exsudation, une ulcération et un prurit intense. Elles sont souvent multiples et se localisent le plus souvent à l'abdomen, sur la face interne des cuisses ou en région péri-anale, mais peuvent plus rarement se situer ailleurs.
A l'histologie, on observe une ulcération et une nécrose de l'épiderme, une spongiose, la présence de micro-vésicules et de micro-abcès à granulocytes éosinophiles, une infiltration diffuse du derme par ces mêmes granulocytes, ou parfois par des mastocytes. On observe parfois aussi quelques foyers de collagénolyse et une dermite périvasculaire profonde riche en granulocytes éosinophiles.

### Granulome éosinophilique
Aussi appelé granulome linéaire, ce syndrome se caractérise par des lésions nodulaires (petites plaques ou papules) fermes, érythémateuses et disposées en ligne, de couleur jaunâtre à rosée, pas ou peu prurigineuses. Elles sont localisées le plus souvent à la face postérieure des cuisses, mais comme pour les autres syndromes elles peuvent plus rarement se situer ailleurs. Il peut aussi comporter un œdème de la lèvre inférieure ou du menton, ainsi que des nodules granulomateux sur la langue ou sur le palais, parfois ulcérés.
A l'histologie, on observe une collagénolyse entourée d'un tissu de granulation comportant des macrophages et des cellules géantes, formant un granulome, et une infiltration cellulaire par des mastocytes, des histiocytes ou des granulocytes éosinophiles. Contrairement aux autres syndromes, le plus souvent il ne comporte pas d'atteinte épidermique.

## Pathogénie
Le CGEF est une dermatose par auto-immunisation, elle est ainsi due à une allergie de l'organisme contre ses propres constituants, comme toute maladie auto-immune. Une réaction allergique à des ectoparasites (dermatite par hypersensibilité aux piqûres de puces), à des allergènes alimentaires ou à des aéroallergènes (dermatite atopique ou allergie de contact), en est souvent à l'origine. 
Les syndromes observés sont ainsi la manifestation d'un processus réactionnel répondant à des stimuli variés.
Dans le syndrome granulome éosinophilique, les produits de dégranulation des granulocytes éosinophiles se déposent sur le collagène, ce qui mime une dégénérescence de celui-ci, à l'origine de la visualisation des foyers de collagénolyse.

## Étiologie
Globalement, l'étiologie de cette maladie reste très méconnue. Une origine génétique de la maladie n'est pas exclue.

## Diagnostic
Le diagnostic se fait grâce à l'observation des signes cliniques et par la réalisation d'un calque cutané des lésions pour mettre en évidence la présence de granulocytes éosinophiles. Sa confirmation se fait grâce à un examen histopathologique.

## Traitement
Divers médicaments immunosuppresseurs, dont les corticoïdes et le chlorambucil, souvent prescrits en première intention sur une courte durée, peuvent apporter une amélioration des lésions. Dans l'ensemble ce traitement est décevant et les signes cliniques réapparaissent à l'arrêt du traitement. La chlorphéniramine, une molécule antihistaminique, et le PLR120, un analogue du palmitoyl-éthanolamide qui inhibe la dégranulation mastocytaire peuvent apporter une amélioration.
La recherche d'une allergie est en général entreprise. Le vétérinaire propose généralement un traitement contre les puces et autres parasites externes, tels que les tiques, en partant du principe que la principale dermatite allergique du chat est la dermatite par allergie aux piqûres de puces. Il peut aussi proposer un régime alimentaire hypoallergénique.
Une antibiothérapie et un traitement antifongique peuvent être mise en place en cas de surinfection bactérienne ou fongique.
L'administration d'acides gras essentiels, semble parfois apporter une amélioration à long terme.

## Critique du concept
La dénomination du complexe granulome éosinophilique félin et des trois syndromes qui le composent sont parfois remises en question. Elle correspond à l'état actuel de la connaissance scientifique de ce phénomène, qui reste encore mal cerné. Elle pourrait donc changer avec l'évolution de la compréhension de cette affection.